# Newington, New Hampshire
Newington är en kommun (town) i Rockingham County i delstaten New Hampshire, USA med 753 invånare (2010). 